# Ecdyonurus dispar
Ecdyonurus dispar is een haft uit de familie Heptageniidae.
De wetenschappelijke naam van de soort is voor het eerst geldig gepubliceerd in 1834 door Curtis.
De soort komt voor in het Palearctisch gebied. De haft heeft zijn biotoop in rotsachtige rivieren, beken en meren.
De voorvleugels bezitten twee paar korte aderen tussen de laatste twee lange aderen. In stilstaande wateren als meren wordt hij vooral aangetroffen in de beschutte kanten. De larven houden zich vooral op zich vasthoudend aan stengels onderwater en stenen hoewel ze wel kunnen zwemmen als ze verstoord worden. De soort voedt zich met perifyton dat van de onderlaag wordt afgeschraapt waar het zich op bevindt maar ook door klein organisch afvalmateriaal te verzamelen dat zich in de sedimentafzettingen van de waterlopen bevindt.
Er is een generatie per jaar. Na de dekking gaat het vrouwtje op een steen boven het water zitten en laat ongeveer 2500 eieren direct in het water terechtkomen door een deel van haar buik onder het water te houden en de eieren los te laten.